# Per-Olof Johnson
Per-Olof Johnson, född 8 oktober 1928 i Västra Vingåker, Södermanlands län, död 8 november 2000 i Bara, Svedala kommun, Skåne län, var en svensk gitarrist, gitarrpedagog och professor.
Johnson växte upp i Katrineholm. Som ung spelade han kompgitarr i Edor Cednerts gammeldanskapell men övergick sedan till folkvisor och klassisk gitarr. Han var lärare vid Musikhögskolan Ingesund 1961–1965, vid Det Kongelige Danske Musikkonservatorium 1966 och docent där från 1968. Han var lärare vid Musikhögskolan i Malmö 1966–1982 och professor där 1982–1993.
Johnson spelade ofta på gitarrer byggda av Georg Bolin - bland annat dennes specialbyggda altgitarr för lutmusik. 
Under åren vid Musikhögskolan i Malmö var Johnson bland annat lärare åt gitarristerna Göran Söllscher och Celia Linde.

## Priser och utmärkelser
- 1975 – Ledamot nr 801 av Kungliga Musikaliska Akademien[1]
- 1987 – Litteris et Artibus
- 1980 –  Riddare av Dannebrogorden